# Bloco-E (estágio de foguete)

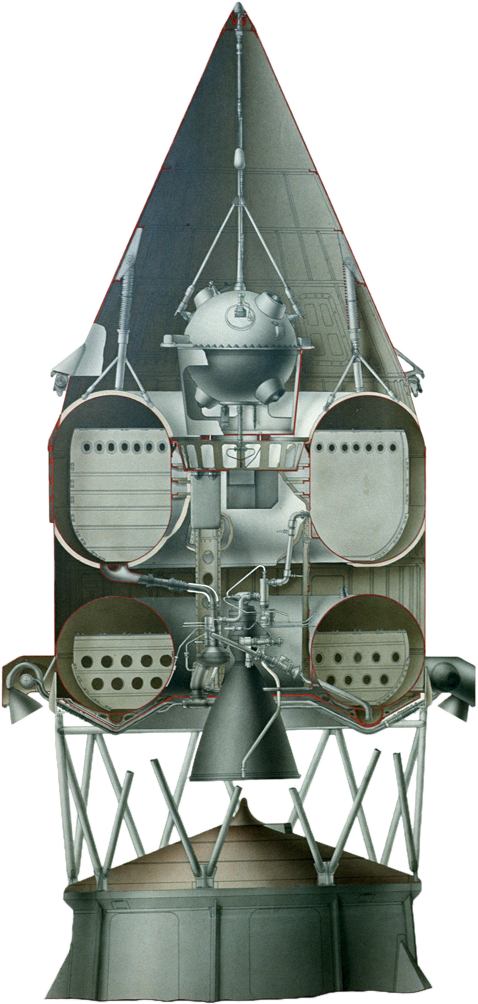
Visão em corte do estágio Bloco-E.

O Bloco-E, foi um estágio de foguete movido a combustível líquido (Querosene e LOX), desenvolvido para ser o terceiro estágio do foguete Luna. Ele foi parte integrante dos primeiros voos espaciais em direção a Lua.
A configuração básica do míssil R-7, com pequenas adaptações, foi capaz de colocar satélites em órbita. No entanto, para atingir a velocidade de escape, a configuração básica de dois estágios, precisou ser incrementada com esse terceiro estágio e um sistema de controle de direção e atitude em voo, mais sofisticado.
O motor do Bloco-E começava a funcionar enquanto o foguete ainda estava sendo acelerado pelo segundo estágio (núcleo central). Isso era necessário para garantir que o combustível estava disponível nos tanques. Quando o empuxo do Bloco-E aumentava, o segundo estágio, já quase sem combustível, era descartado.
Ainda durante o projeto dos primeiros satélites Sputnik, Sergei Korolev e Mstislav Keldysh, iniciaram o planejamento de missões para o envio de sondas com o objetivo de efetuar um impacto na Lua e obter fotos do seu lado oculto. O nome atribuído por eles a essas futuras sondas, foi: "Objeto-E".
Sendo assim, o nome do novo estágio que teria por incumbência colocar essas sondas numa trajetória em direção a Lua, ficou sendo: Bloco-E.

## Características
Essas são as características do Bloco-E (com dois desenhos, o RO-5 e o RO-7):
- Massa do combustível decolagem:	6,93 toneladas (ambos)
- Combustível: Querosene
- Oxidante: Oxigénio líquido
- Motor: RO-5 RD-0105 - RO-7 RD-0109
- Empuxo: RO-5 49,6 kN - RO-7 54,5
- Tempo de combustão: RO-5 ~433 s - RO-7 ~403 s